# Julie Manase
Julie Manase, conosciuta spesso con il suo vero nome Juri Manase (Tokyo, 1º gennaio 1975), è un'attrice e coordinatrice di arti marziali giapponese.

## Biografia
Figlia d'arte del grande attore Sonny Chiba, inizia la sua carriera nel mondo del cinema come attrice comparendo in ruoli minori in telefilm di scarso successo. Insoddisfatta la giovane sperimenta con successo la coordinazione e la pratica di arti marziali. Il grande Yuen Wo Ping la vorrà come assistente per il capolavoro di Ang Lee La tigre e il dragone. Il grande esperto aveva già curato le scenografie e la coreografie dei combattimenti del celebre Matrix.
Nel 2003, la ormai celebre segretaria e assistente di Ping si mette al lavoro in Kill Bill, interpretando anche la piccola parte di una guardia del corpo di O-Ren Ishii, che morirà trafitta e impalata ad uno stipite di legno rigurgitando sangue.
Nei titoli comparirà con il suo vero nome, Juri Manase.

## Filmografia

### Cinema
- Kill Bill: Volume 1 , regia di Quentin Tarantino (2003)
- Kill Bill: Volume 2 , regia di Quentin Tarantino (2004)
- Bond: Kizuna (2018)

### Televisione
- Terayoka yume shinan, serie televisiva (1997)
- Bishoku kameraman Hoshii Yuu no jikenbo, film per la televisione (2010)
- Keishichô sôsa ikka kyû gakari, serie televisiva (2016-2017)

## Curiosità
- Nella celeberrima sequenza della morte in Kill Bill 1, Juri è stata mostrata nella versione integrale nei titoli di coda del Vol.2, in quanto nel primo film la scena del rigurgito di sangue è stata modificata, eliminando il ravvicinamento della bocca. La sequenza integrale è comparsa senza rimozioni nella versione giapponese.
- La scena del locale è stata ideata e creata anche da lei. Tarantino decise di mostrarla in bianco e nero, come omaggio ai film di arti marziali e di kung fu degli anni Settanta. Per attutire la violenza e nascondere gli spargimenti di sangue venivano distribuiti in bianco e nero, ed è così che Tarantino li ricorda.
- Ha contribuito alla realizzazione del film anime per adulti Perfect Blue, di Satoshi Kon.
- In Kill Bill Volume 2 è stata la coordinatrice di Gordon Liu nel ruolo di Pai Mei.